# リチャード・ベリス
リチャード・ロー・ベリス（英: Richard Roe Bellis, 1946年4月3日 - ）は、アメリカの作曲家。カリフォルニア州パサデナ出身。1990年公開の映画「IT」や「スタートレック:ディープ・スペース・ナイン」の一部エピソードをはじめ、多数の映画やテレビシリーズの音楽を作曲した。
アメリカの作曲家・作詞家協会（Society of Composers & Lyricists）の元会長、テレビ芸術科学アカデミー（Academy of Television Arts & Sciences, かつてエミー賞を主催していた）の元理事を歴任。南カリフォルニア大学講師。